# Gemini (groupe)
Pour les articles homonymes, voir Gemini.

Logo du groupe.

Gemini est un groupe musical portugais des années 1970.
Ses membres étaient Fátima Padinha (pt), Teresa Miguel, Tozé Brito (pt) et Mike Sergeant (pt).
Le groupe a participé à la finale nationale de sélection pour le Concours Eurovision de la chanson 1977 ; leur chanson a gagné, mais à cette époque chaque chanson était chantée par 2 candidats et le public a préféré Os Amigos pour aller à l'Eurovision. 
Gemini a ensuite gagné la sélection pour le Concours Eurovision de la chanson 1978 avec la chanson Dai li dou, mais se classa seulement 17e .
Teresa et Fatima ont participé aussi au Concours Eurovision de la chanson 1982, au sein du groupe Doce.